# Appels Veer

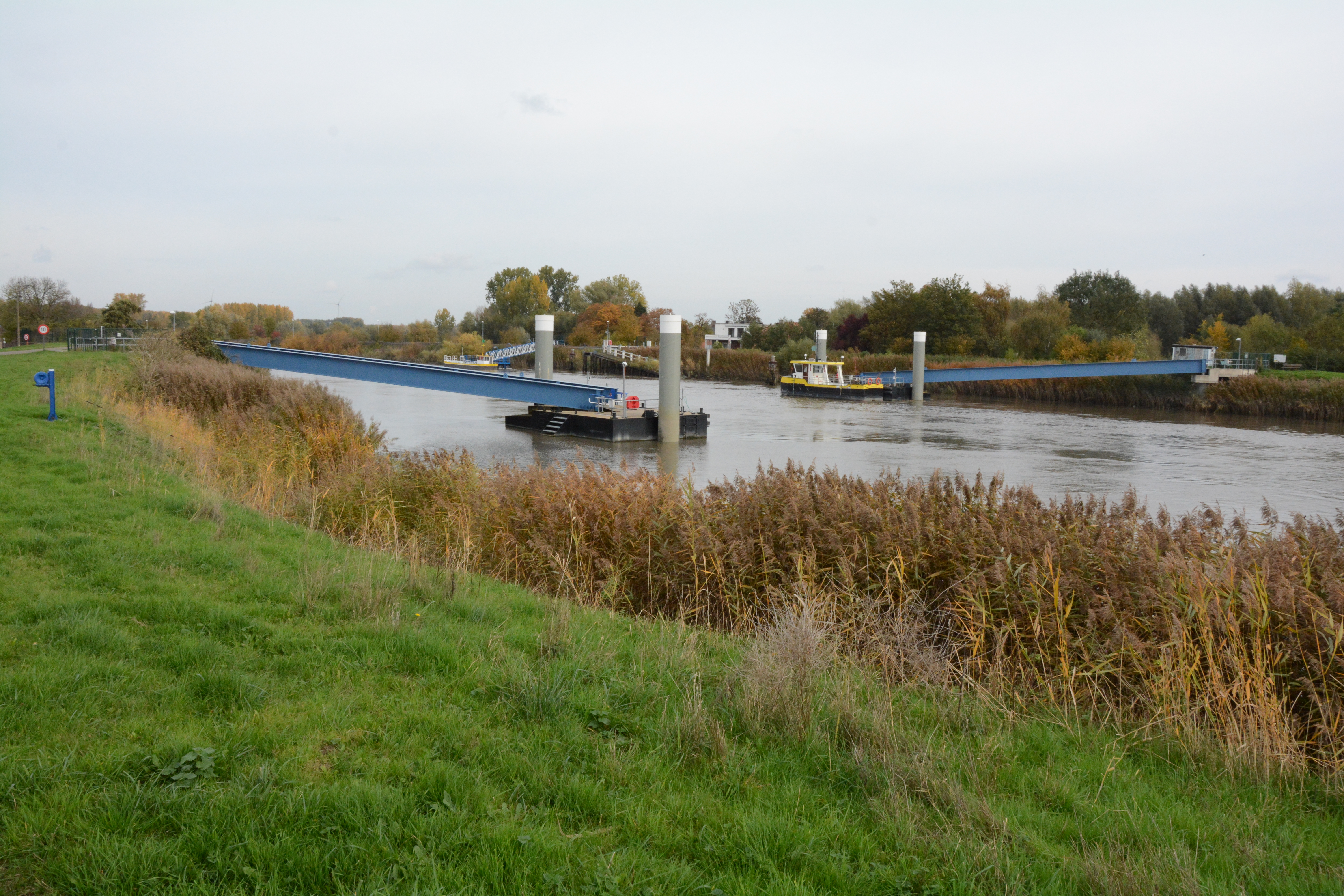
Appels Veer gezien vanaf Berlaarse oever

Appels Veer, Appelsveer of het Scheldeveer Appels-Berlare is een gratis openbare veerdienst voor voetgangers en fietsers over de Schelde tussen de Oost-Vlaamse gemeente Berlare en Appels bij Dendermonde. Het veer vaart om het halfuur over.

## Geschiedenis
Het veer behoort tot de oudste overzetten op de Benedenschelde. Het veer werd vermeld in 1253 naar aanleiding van de overdracht ervan door de graaf van Vlaanderen Gwijde van Dampierre aan Gregorius, heer van Appels. In de middeleeuwen was het veer een schakel in een belangrijke verbindingsweg, de heerweg Gent–Dendermonde. Oorspronkelijk lag de dorpskern van Appels aan het Scheldeveer. Na de verwoesting van de dorpskerk in de 15e eeuw werd de kerk verder oostwaarts opnieuw opgericht. Zo verplaatste zich ook de dorpskern. In 1798 werd het veer staatseigendom. Sinds 1880 wordt de veerdienst verpacht, tegenwoordig door de De Vlaamse Waterweg.